# Pogonosoma dorsatum
Pogonosoma dorsatum là một loài ruồi trong họ Asilidae. Pogonosoma dorsatum được Say miêu tả năm 1824.